# Бог предвічний народився
«Бог предві́чний народи́вся» — українська колядка. Має культово-релігійний характер. У колядці переспівується євангельський сюжет про народження Ісуса Христа у Вифлеємі, згадуються події Різдва. Ця коляда є однією із найвідоміших у Західній Україні. В багатьох регіонах Галичини її співають першою за святвечірним столом. Її також виконували у церквах після літургії, починаючи від Різдва і закінчуючи Стрітенням Господнім.
Коляда «Бог предвічний народився» увійшла в «Богогласник», антологію української набожної пісні, що була надрукована в Почаївській лаврі в кінці XVIII століття. Також у «Богогласник» увійшли коляди «Дивная новина», «Предвічний родився пред літи», «Новая радість світу ся з'явила», «Нова радість стала, яка не бувала», «Небо і земля нині торжествують» тощо.
Коляду «Бог предвічний» Іван Франко вважав найкращою з усіх українських церковних пісень, назвавши її перлиною серед колядок.

## Текст
| Бог предвічний народився, Прийшов днесь із небес, Щоб спасти люд свій весь, І утішився. В Вифлеємі народився, Месія, Христос наш, І пан наш, для всіх нас, Нам народився. Ознаймив це Ангел Божий Наперед пастирям, А потім звіздарям І земним звірям. Діва Сина як породила, Звізда ста, де Христа Невіста Пречиста Сина зродила. Тріє царі несуть дари До Вифлеєм-міста, Де Діва Пречиста Сина повила. | Звізда їм ся об'явила, В дорозі о Бозі, При волі, при ослі Їм ознаймила. «Тріє царі, де ідете?» «Ми ідем в Вифлеєм, Вінчуєм спокоєм І повернемся». Іншим путем повернули, Погану, безстидну, Безбожну Іроду Не повідали. Йосифові Ангел мовить: З Дитятком і з Матков, З бидлятком, ослятком Хай ся хорониить. «Слава Богу!» — заспіваймо, Честь Сину Божому Господеви нашому — Поклін віддаймо. |  |

Ноти колядки «Бог предвічний народився»

Аналізуючи текст коляди Михайло Возняк вказує, що строфа сучасного тексту коляди про те, що царі повернули іншим шляхом, це, імовірно, пізніша вставка, бо її нема в первісному тексті, який зберігся з кінця XVIII ст.
Останні три строфи закликають і людей завжди віддавати Богові честь, славу та спів, славити його та просити милосердя для себе. Тріумф убогості. Залюбки підкреслює коляда, що бідні вівчарі випередили трьох царів вклонитися тому, хто народився в убогій стайні чи шопці, бідніший від найбідніших на землі, бо лежить на сіні и зимно терпить; створитель дрижитъ, которій въ руках свътъ держить. Убога проста людина відчуває, що свято народження Христа — це одночасно її свято, апофеоз убогості, зрівняння її з верствами, які, може, й за людину її не мають; не тільки зрівняння, а й вивищення, бо чудо втілення й відкуплення відбулося в її обставинах, в її становищі та скромних умовах життя. 